# Лозовик (Велика-Плана)
Лозовик — населённый пункт в Сербии в общине Велика-Плана Подунайского округа.